# Dieter Posch
Dieter Posch, né le 19 octobre 1944 à Vienne, est un homme politique allemand membre du Parti libéral-démocrate (FDP).
Il est ministre de l'Économie du Land de Hesse de 1999 à 2003 puis de 2009 à 2012.

## Biographie
Après avoir effectué des études supérieures de droit à l'Université de Marbourg puis à l'Université de Vienne, il passe ses deux examens juridiques d'État et devient juriste administratif. En 1974, il est nommé conseiller du président du district de Cassel.
Il commence une carrière d'avocat en 1987, mais l'interrompt entre 1989 et 1991, puis de 1999 à 2003. Il cesse de nouveau toute activité en 2009.
Marié et père de deux enfants, il est de confession évangélique.

## Carrière politique
En 1966, il adhère au Parti libéral-démocrate (FDP). Il entre à l'assemblée de l'arrondissement de Schwalm-Eder six ans plus tard pour un mandat de cinq ans. Il retrouve son siège en 1981.
Nommé secrétaire d'État au ministère de l'Économie et de la Technologie de Hesse en décembre 1989, il doit renoncer à ce poste en avril 1991, à la suite de l'arrivée au pouvoir de la coalition rouge-verte de Hans Eichel. Il fait son entrée au Landtag en 1994. Cette même année, il devient vice-président régional du FDP.
Il est désigné vice-président du groupe FDP au Landtag en avril 1996, puis démissionne de son mandat de député d'arrondissement l'année suivante. Le 7 avril 1999, Dieter Posch est nommé ministre de l'Économie, des Transports et du Développement régional de Hesse dans la coalition noire-jaune de Roland Koch.
Il est réélu député régional aux élections de février 2003 mais doit quitter le gouvernement après que l'Union chrétienne-démocrate d'Allemagne (CDU) ait remporté la majorité absolue des sièges au Landtag. Cinq ans plus tard, le 5 avril 2008, il devient vice-président du parlement régional sur proposition du groupe libéral. Il fait par ailleurs partie de la mission d'information parlementaire sur la réforme de la Constitution régionale en 2003 et 2005.
À la suite des élections anticipées du 18 janvier 2009, le Ministre-président Roland Koch est contraint de former une nouvelle coalition noire-jaune, et Dieter Posch retrouve le ministère de l'Économie le 5 février suivant.
Le 31 mai 2012, Florian Rentsch le remplace.